# Gare de Yachimata
La gare de Yachimata (八街駅, Yachimata-eki) est une gare ferroviaire de la ville de Yachimata, dans la préfecture de Chiba au Japon. Elle est exploitée par la compagnie JR East.

## Situation ferroviaire
La gare est située au point kilométrique (PK) 65,9 de la ligne principale Sōbu.

## Histoire
La gare de Yachimata a ouvert le 1er mai 1897.

## Service des voyageurs

### Accueil
La gare dispose d'un bâtiment voyageurs, avec guichets, ouvert tous les jours.

### Desserte
- Ligne principale Sōbu :
  - voie 1 : direction Sakura, Chiba et Tokyo
  - voies 2 et 3 : direction Narutō et Chōshi